# إمجاط (المغرب)

مجاط (بالأمازيغية: یمجاض) هي إحدى مناطق الأطلس الصغير، وتتبع إداريًّا لإقليم سيدي إفني بأيت بعمران.

## أصل التسمية
كلمة مجاط تصحيف للاسم الأمازيغي (إيمجاض) جمع أَمْجُّوضْ، وتعني الأقرع/ الأصلع، ويضاف إليها (تِزْلْمِي) بزاي مفخّمة، مأخوذة من فِعل (إِزّْلْمْ) [باللهجة الشلحية السوسية] أيْ تَقَشَّر، فيقال: (إيمجّاضْ نْ تْزْلْمِي)، ويبدو أن دلالة الاسم كما تتداوله الرواياتُ له علاقةٌ بما تتّصف به ديمغرافية المنطقة، حيثُ التضاريسُ الجبليّة الوعرة، وتربةٌ تميلُ إلى الحمراء مع أراضٍ عاريةٍ من الغطاء النباتي.

## حدود منطقة مجاط
تحدّها شمالا: قبائل إذاوسملال، أيت وافقا، وإيداوبعقيل، وجنوبا: إفران، وأيت خربيل، وشرقا: أيت عبد الله أوسعيد، وغربا: أيت الرخاء، وأولاد جرار.

## اشتراك مجموعات بشرية في اسم مجاط
إنّ اسم مجاط تحمله عددٌ من المجموعات البشرية، كلّ واحدةٍ تستقر بمجالٍ، ومن جملتها: مجاط ناحية مكناس، ومجاط ناحية مراكش ومجاط ساحل الساقية الحمراء، ومجاط الأطلس الصغير.

## جذور مجاط
لا تتوفر عنها معلومات كافية عن أصل وظروف استقرارها بالمجال الحاليّ، بَيْدَ أنّ ما يستفادُ من المعلومات القليلة المتداوَلَة حولَ أصلِ هذه الأخيرة أنّها فرعٌ من قبائل صنهاجة، ويرتبط استقرارها بحركيّة المجموعات البشرية القادمة من الجنوب، وقد تمّ على ما يبدو بعد الوباءِ الجارف لسنة 747 / 46 / 1347 م، والذي أدّى حتماً إلى انعكاساتٍ ديموغرافيةٍ كبيرةٍ، وقد أفضى هذا الاستقرارُ إلى إعادة تعمير المنطقةِ، وذوبانِ بعض العناصر القديمةِ الاستقرارِ في الموجة البشريّة الجديدة. إلّا أنّ أهمَّ تحوُّلٍ يمكنُ تسْجيلُه في هذا الصّدد هو تراجُعُ قبائلِ أيت حربيل بعد سِلسِلةٍ من المواجهات التي تُوِّجَت بموقعة (تيزلمي) الشهيرةِ، التي تشكّل بدايةَ أُفُولِ قوّةِ القبيلة، وبالتالي انحصارها في الجهات الجنوبيّة للأطلس الصغير حتى حادثة تدميرِ (تامدولت).

## علاقة الشيخ أحمد بن موسى السملاليّ[1]بمجاط
على الرغم من سكوت المصادر المكتوبة عن علاقة الشيخ أحمد بن موسى السملالي (المتوفى 971 هـ، 1564م) بأصحاب الأرض التي استقر بها -تازروالت-، فإنّ علاقته بقبيلة مجاط تتجدد في إطار هذه المنافسة الثُّنائيّة التقليديةِ التي عَرفت امتدادات مجاليّة، وغالب الظنّ أن الشيخ رجّح كِفّةَ مجاط على حساب أيت حربيل واتخذ منها دِرعا بشريّاً لحماية تازروالت، ممّا يفسرُ مساهمتها في مشروع بناء زاويته وكذالك الحرصُ على تموينها.

## قوة قبيلة مجاط في عهد السعديين
ممّا يبين أهميةً وشدةَ صَوْلَةِ المجاطيّين على عهد أحمد المنصور السّعديّ أن مساهمة القبيلة العسكرية آنذاك تقدّر بـــ 500 سَرجةٍ و 1500 رجلٍ، كما اتخذ مَوْلايَ محمد بن إسماعيل من رجالاتها جيشَه الخاصَّ «يأوي إليهم حرّاسُه وأعوانه منهم» و «كان لا يُبرم أمرًا دونهم»، ولعلّ هذا الدعم هو ما يفسّر سهولة اختراق حركة محمد العالم لتراب قبيلة مجاط نحوَ تامانارت المجاورة، والواضح أنّ هذا التأييدَ قد شجّع المجّاطيّين على تمديدِ مجال نفوذهم نحوَ أزاغار (السهل)، بعد أن سمح لهم بذلك خليفة السلطان المذكور. ويُمكن القولُ أن هذا الإجراءَ كان بالأساس محاولةً من المخزنِ لفتح ثغرةٍ داخلَ مجالِ حِلْفِ (لفّ) تاكَوزولت عَضَدَ التامانارتيّين.

## حالة القبيلة المجاطية بعد وفاة المولى إسماعيل
بعد وفاة مولاي إسماعيل دخلت المنطقة في مرحلة فراغٍ سياسيٍّ، كما هو الحالُ بالنسبة لمجموع المغرب. ويبدو أن أخبار وأحداثَ الفترة ما زالتْ مجهولةً باستثناءِ ما تردّد من انتقال بُؤرةِ الصّراع نحو الشرق والجنوب، خاصّةً مجال قبيلة آيت عبد الله أوسعيد الذي عرف بدوره تنافسًا حادًّا بين آيت حربيل ومجاط. وقد استطاعت هذه الأخيرة أن تُوظِّف مسألة احتماء آيت عبد الله أوسعيد به، لكسبِ أراضٍ جديدةٍ، إذْ كان كلّ (أكرّام) أي كل مرابطيّ من تلك القبيلة يختار من مجاط حاميًا ويسمى (الحامي) بالأمازيغية السوسية (أَمْرْغُوسْ).

## مصادمات وحروب بين مجاط وإداوبعقيل
وبنفس الحدّة تبرزُ سلسلةٌ من الأحقاد القديمة بين إداوبعقيل ومجاط، حيث ثارت بينهما حروبٌ ومصادماتٌ وانتقاماتٌ، بدْءاً بنهبِ البعقيليين لأكادير من (تينزْراوْ) مرورا بموقعة تيغمي وتازمورت وتامدا إيرعمان وإدكوكمار، وانتهاءً بحادثة تارغنا 1302. وكان من البديهيّ أن تنخرط إيليغ في مُجمل هذه المحطات. ولعلّ أهمّ عناصرها رغبة هذه الأخيرة في الاستزادة ممّا يتم جمعه من المجاطيين من إتاوات ومغارم وصدقات (ألْفطّر نايْتْ إيليغ)، وكان آل تجاجت مَن يتكلّف بذلك. كما أنّ الحفاظَ على علاقةٍ متميزةٍ مع القبيلة يضمن إلى حدٍّ مّا عمقًا استراتيجيًا يُؤَمِّنُ أمنَ وسلامةَ إيليغ، وعادةً ما يتمّ استحضار هذه الأخيرة بشكلٍ فعليٍّ في صياغة بنود اتفاقيات الصّلح المبرمة بين مكوّنات قبائل مجاط من قَبِيل التنصيص على آليات تدخُّل إيليغ في حالات خرق الاتّفاقيّات أو نصيبها من الغرامات الماليّة المنصوص عليها. ويبدو أن الحسين أوهاشم (الحسين بن هاشم) لم يتمكّن من الاحتفاظ بهذا المكسب، بدليل أن أهميّة إيليغ أصبحت موضعَ تحفُّظٍ لدى بعضِ أعيان مجاط أمثال: الحسين بن الحاج علي أوشليحن وأمغار محمد بن عليّ باها اللذين لم يتوانيا عن جرّ باقي وَحَدات القبيلة في التحالف مع غريمها إداوبعقيل، وبالتالي تشديد الحصار على الحسين أُوهاشم في عُقر داره بإيليغ مدةً من الزمن. بَيْدَ أنّ وِساطة العالم الحاجّ المدني الناصريّ أفض إلى فك الحصار عنه، كما لم تسلم علاقتها بأولاد جرارٍ بدورها من الصراع، بحيث كانت منطقة إيغير ملولن الاستراتيجية بؤرة التوتر الدائم بين القبيلتين، ولم يهدإ الأمر إلا بعد أن حسم السلطان مولاي عبد الحفيظ النزاع لصالح أولاد جرار.

## قادة على القبيلة
في أثناء زحف القائد محمد أغناج نحو الأطلس الصغير الغربي سنة 1810م، حيث موطنُ قبائل جزولة المؤيّدة لإيليغ لم تسلم مجاط من مغارمه، وعلى عهد السلطان الحسن الأول تم تعيين قائدين على القبيلة: القائد سعيد المجاطي والقائد مبارك البنيرانين

## المخازن الجماعيّة
يحتوي تراب القبيلة على عدّة مخازن جماعيّة (إيكوادار) منها: أكادير أكرار (تكجكالت)، أكادير نتركَانت (إضرضار)، أكَادير نْ توريرتْ (آيت همان)، أكادير إزري.

## الدور العلمي والديني للقبيلة
أمّا الدور العلمي والديني للقبيلة فينحصر في معلمتين بارزتين، هما: مدرسة تجاجت العلميّة ومشهد سيديّ محمد بن يدير (ق 10) بتاغلولو، ومدرسة سيدي المستور بإبضر.